# 마일스톤 (일본의 기업)
마일스톤(일본어: マイルストーン, 영어: MileStone Inc.)은 일본의 없어진 비디오 게임 개발사다. 이 팀은 대부분 컴파일에서 나와서 자체 회사를 만든 전 개발자들로 구성되었다. 드림캐스트와 그 아케이드 대응작인 세가 나오미를 위해 개발된 슈팅 게임으로 가장 잘 알려져 있다.